# 慕尼黑交響樂團
慕尼黑交響樂團（德語：Münchner Symphoniker）是位於德國慕尼黑的一家管弦樂團。1945年創立，原名為Symphonie-Orchester Graunke。1990年改為現在的名稱。

## 外部連結
- 官方网站（德文）（英文）
- Bach Cantatas page on orchestra （页面存档备份，存于）
- 互联网电影数据库上Munich Symphony Orchestra的资料（英文）
- 互联网电影数据库上Graunke Symphony Orchestra的资料（英文）